# José de Nápoles Telo de Meneses
José de Nápoles Telo de Menezes foi um administrador colonial português.
Foi o 23º governador e capitão-general do Pará, de 1780 a 1783.